# زکریا آلپ
زکریا آلپ (انگلیسی: Zekeriya Alp؛ زادهٔ ۱ ژانویهٔ ۱۹۴۸) بازیکن فوتبال اهل ترکیه است.
از باشگاه‌هایی که در آن بازی کرده‌است می‌توان به باشگاه فوتبال بشیکتاش اشاره کرد.
وی همچنین در تیم‌های ملی فوتبال جوانان ترکیه، زیر ۲۱ سال ترکیه، و ترکیه بازی کرده‌است.